# Coptoprepes valdiviensis
Coptoprepes valdiviensis là một loài nhện trong họ Anyphaenidae.
Loài này thuộc chi Coptoprepes. Coptoprepes valdiviensis được M. J. Ramírez miêu tả năm 2003.